# Pseudopsyche
Pseudopsyche är ett släkte av fjärilar. Pseudopsyche ingår i familjen snigelspinnare.
Kladogram enligt Catalogue of Life:
| Pseudopsyche | \| \| Pseudopsyche dembowskii \| \| \| \| \| \| Pseudopsyche endoxantha \| \| \| \| \| \| Pseudopsyche oberthuri \| \| \| \| \| \| Pseudopsyche yarka \| \| \| \| |
|              | \| \| Pseudopsyche dembowskii \| \| \| \| \| \| Pseudopsyche endoxantha \| \| \| \| \| \| Pseudopsyche oberthuri \| \| \| \| \| \| Pseudopsyche yarka \| \| \| \| |
|              | Pseudopsyche dembowskii |
|              | |
|              | Pseudopsyche endoxantha |
|              | |
|              | Pseudopsyche oberthuri |
|              | |
|              | Pseudopsyche yarka |
|              | |